# Liste der Nummer-eins-Hits in den Cash Box Charts (1968)
Diese Liste enthält alle Nummer-eins-Hits in den amerikanischen Cash Box Charts im Jahr 1968. Es gab in diesem Jahr 24 Nummer-eins-Singles.
| Singles |
| --- |
| - The Beatles – Hello, Goodbye - 2 Wochen (30. Dezember 1967 – 12. Januar 1968) - Gladys Knight & The Pips – I Heard It Through the Grapevine - 1 Woche (13. Januar – 19. Januar) - Aretha Franklin – Chain of Fools - 1 Woche (20. Januar – 26. Januar) - John Fred & His Playboy Band – Judy in Disguise (With Glasses) - 1 Woche (27. Januar – 2. Februar) - The Lemon Pipers – Green Tambourine - 1 Woche (3. Februar – 9. Februar) - Paul Mauriat & Orchestra – L’amour est bleu (Love Is Blue) - 7 Wochen (10. Februar – 29. März) - The Monkees – Valleri - 2 Wochen (30. März – 12. April) - Gary Puckett & The Union Gap – Young Girl - 1 Woche (13. April – 19. April) - Bobby Goldsboro – Honey - 4 Wochen (20. April – 17. Mai) - Archie Bell & The Drells – Tighten Up - 1 Woche (18. Mai – 24. Mai) - Simon & Garfunkel – Mrs. Robinson - 4 Wochen (25. Mai – 21. Juni) - Herb Alpert – This Guy’s in Love With You - 4 Wochen (22. Juni – 19. Juli) - The Rolling Stones – Jumpin’ Jack Flash - 1 Woche (20. Juli – 26. Juli) - Hugh Masekela – Grazin’ in the Grass - 1 Woche (27. Juli – 2. August) - Gary Puckett & The Union Gap – Lady Willpower - 1 Woche (3. August – 9. August) - Mason Williams – Classical Gas - 1 Woche (10. August – 16. August) - The Doors – Hello, I Love You - 1 Woche (17. August – 23. August) - The Rascals – People Got to Be Free - 3 Wochen (24. August – 13. September) - Jeannie C. Riley – Harper Valley P.T.A. - 1 Woche (14. September – 20. September) - The Beatles – Hey Jude - 7 Wochen (21. September – 8. November) - Mary Hopkin – Those Were the Days - 2 Wochen (9. November – 22. November) - Diana Ross & The Supremes – Love Child - 3 Wochen (23. November – 13. Dezember) - Stevie Wonder – For Once in My Life - 1 Woche (14. Dezember – 20. Dezember) - Marvin Gaye – I Heard It Through The Grapevine - 1 Woche (21. Dezember 1968 – 24. Januar 1969) |